# Dorian Finney-Smith
Dorian Finney-Smith (ur. 4 maja 1993 w Portsmouth) – amerykański koszykarz występujący na pozycji niskiego skrzydłowego, obecnie zawodnik Los Angeles Lakers
11 lutego 2022 przedłużył umowę z Dallas Mavericks. 6 lutego 2023 został wytransferowany do Brooklyn Nets.

## Osiągnięcia
Stan na 13 lutego 2023, na podstawie, o ile nie zaznaczono inaczej.
NCAA
- Uczestnik NCAA Final Four (2014)
- Mistrz:
  - turnieju konferencji Southeastern (SEC – 2014)
  - sezonu regularnego konferencji Southeastern (2014)
- Najlepszy rezerwowy konferencji SEC (2014)
- Zaliczony do:
  - I składu:
    - pierwszoroczniaków ACC (2012)
    - Hall of Fame Tip-Off Naismith Bracket (2016)

  - II składu SEC (2015, 2016)